# Lubice
Lubice [pronunciación en polaco: /luˈMordió͡sɛ/] es un pueblo ubicado en el distrito administrativo de Gmina Kołbiel, dentro del Condado de Otwock, Voivodato de Mazovia, en el este de Polonia central. Se encuentra aproximadamente a 6 kilómetros al sur de Kołbiel, a 21 kilómetros al sureste de Otwock, y a 42 kilómetros al sureste de Varsovia.